# 池新田
池新田（いけしんでん）は静岡県御前崎市の大字。

## 地理
御前崎市の西部、浜岡地区の南部に位置する。南側は遠州灘に面している。東で佐倉及び宮内、西で門屋・合戸・塩原新田、北で下朝比奈及び新野と接する。

### 海
- 遠州灘（太平洋）

### 河川
- 新野川
- 朝比奈川
- 門屋川
- 本房川

### 字
80以上の字がある（2015年（平成27年）6月10日現在）。
- 青ヶ谷（あおがや）
- 朝比奈割（あさひなわり）
- 天窓（あたま）
- 石塚（いしづか）
- 石塚坪（いしづかつぼ）
- 市兵衛（いちべえ）
- 内川田（うちかわた）
- 内川田坪（うちかわたつぼ）
- 大山開墾地（おおやまかいこんち）
- 大山坪（おおやまつぼ）
- 大山道北坪（おおやまみちきたつぼ）
- 大山道南坪（おおやまみちみなみつぼ）
- 落合（おちあい）
- 門屋割（かどやわり）
- 上屋後（かみやご）
- 上屋後坪（かみやごつぼ）
- 上屋後割（かみやごわり）
- 川田坪（かわたつぼ）
- 川端（かわばた）
- 川端坪（かわばたつぼ）
- 川東（かわひがし）
- 神子（かんご）
- 合戸割（ごうどわり）
- 後坪（ごつぼ）
- 下雨垂坪（しもうたれつぼ）
- 下水神（しもすいじん）
- 下松原坪（しもまつばらつぼ）
- 下道北坪（しもみちきたつぼ）
- 下道南坪（しもみなみみちつぼ）
- 下屋後（しもやご）
- 下屋後坪（しもやごつぼ）
- 下屋後割（しもやごわり）
- 白砂（しらすな）
- 水神（すいじん）
- 外川田（そとかわた）
- 外川田坪（そとかわたつぼ）
- 棚ヶ谷（たながや）
- 長者（ちょうじゃ）
- 津志割（づしわり）
- 寅石塚（とらいしづか）
- 寅石塚坪（とらいしづかつぼ）
- 寅上屋後（とらかみやご）
- 寅上屋後坪（とらかみやごつぼ）
- 寅川田坪（とらかわたつぼ）
- 寅下雨垂坪（とらしもうたれつぼ）
- 寅下松原坪（とらしもまつばらつぼ）
- 寅仁平次池（とらにへいじいけ）
- 寅前雨垂坪（とらまえうたれつぼ）
- 寅焼塚（とらやけづか）
- 寅焼塚坪（とらやけづかつぼ）
- 寅屋後坪（とらやごつぼ）
- 苗代割（なえしろわり）
- 中雨垂（なかうたれ）
- 中雨垂坪（なかうたれつぼ）
- 七ッ山（ななつやま）
- 新野割（にいのわり）
- 西落合（にしおちあい）
- 西前（にしまえ）
- 仁平次池（にへいじいけ）
- 東開墾地（ひがしかいこんち）
- 東長者（ひがしちょうじゃ）
- 東前（ひがしまえ）
- 東八千代（ひがしやちよ）
- 藤原坪（ふじわらつぼ）
- 本房割（ほんぼうわり）
- 前雨垂（まえうたれ）
- 前雨垂坪（まえうたれつぼ）
- 道北坪（みちきたつぼ）
- 南川端（みなみかわばた）
- 南水神（みなみすいじん）
- 焼塚（やけづか）
- 焼塚坪（やけづかつぼ）
- 屋後（やご）
- 屋後坪（やごつぼ）
- 八千代（やちよ）
- 山ノ神（やまのかみ）
- 山ノ神坪（やまのかみつぼ）
- 新野川朝比奈川上屋後川通（にいのがわあさひながわかみやごがわどおり）
- 前雨垂大縄場坪（まえうたれおおなわばつぼ）

## 歴史

### 町名の由来
新野にあった池が干上がり，その跡地が開発されたことに由来する。

### 沿革
- 1889年（明治22年）4月1日 - 町村制の施行により、城東郡池新田村が周辺の村と合併し、改めて城東郡池新田村となる[WEB 8]。旧村名は池新田村の大字として残る[WEB 9]。
- 1896年（明治29年）4月1日 - 郡制の施行により所属郡が小笠郡に変更。
- 1940年（昭和15年）11月11日 – 池新田村が町制施行して池新田町となる。
- 1953年（昭和28年）8月1日 - 朝比奈村大字下朝比奈との間で境界変更が実施される。
- 1955年（昭和30年）3月31日 –池新田町が朝比奈村・佐倉村・新野村・比木村と新設合併を行い、浜岡町が発足する。
- 2004年（平成16年）4月1日 – 浜岡町が御前崎町と新設合併を行い、御前崎市となる。

## 施設
- 御前崎市役所
- 御前崎市立はまおか幼稚園
- 社会福祉法人やまもも会 やまもも保育園
- 御前崎市立第一小学校
- 御前崎市立浜岡中学校
- 静岡県立池新田高等学校
- 静岡県立掛川特別支援学校御前崎分校
- 学校法人マツイ学園 中遠調理師専門学校
- 市立御前崎総合病院
- 御前崎市立図書館
- 御前崎市消防本部御前崎消防署
- 御前崎市浜岡総合運動場
- 浜岡郵便局
- 静岡銀行御前崎中央支店
- 島田掛川信用金庫浜岡支店
- JA遠州夢咲（浜岡中央支店、池新田支店）
- 日清特殊鋳造所本社・本社工場
- 千尋工業 本社・本社工場
- 栗田産業 工場
- SKマテリアル 静岡事業所浜岡工場
- ナカジマ鋼管 御前崎製造所
- 遠鉄浜岡自動車学校
- イオンタウン浜岡
  - マックスバリュ浜岡店
- KOマート御前崎店
- ウエルシア薬局御前崎池新田店
- デイリーケアセイジョー（ココカラファイン）浜岡店
- ドラッグストアコスモス浜岡店
- 杏林堂薬局浜岡店
- セブン-イレブン（御前崎池新田店、御前崎池新田大山店、御前崎浜岡店）
- ファミリーマート（御前崎池新田大山店、御前崎中町店）
- ローソン（御前崎苗代橋店、御前崎浜岡店）
- しずてつジャストライン浜岡営業所
- ENEOS浜岡バイパスSS（野川商店が運営）
- ENEOS（Dr. Driveセルフ御前崎SS、セルフ浜岡SS）（鳥羽石油が運営）
- apollostation浜岡SS（栗山石油店が運営）
- コスモ石油浜岡東SS（大窪石油が運営）
- 御前崎市営住宅（池新田大山団地、中町団地）
- 八千代公園
- 白砂公園
- 長者公園
- 浜岡砂丘
- 曹洞宗 東泉寺
- 曹洞宗 高眼寺

## 交通
現在鉄道は通っていないが、かつては静岡鉄道駿遠線 浜岡町駅が存在していた。

### バス
自主運行路線はしずてつジャストラインに委託を行っている。また、自主運行路線の御前崎総合病院 - 浜岡営業所間は平日のみ運行。
- しずてつジャストライン
  - （101）特急静岡相良線：（新静岡 方面 - ）浜岡営業所
  - 掛川大東浜岡線：（（中東遠総合医療センター・）掛川駅前 方面 - ）第一小学校前 - 緑町 - 浜岡 - 浜岡中学校前 - 浜岡営業所
  - 菊川浜岡線：（菊川駅前 方面 - ）浜岡総合運動場前 – 苗代田 - 浜岡 - 浜岡中学校前 - 浜岡営業所
- 御前崎市自主運行バス御前崎市内線
  - 比木経由：（御前崎総合病院 - JA池新田支店 - 浜岡中学校前 - ）浜岡営業所 - 御前崎市役所前 - 東町南 - 東町公民館前（ - 御前崎海洋センター 方面）
  - 佐倉経由：（御前崎総合病院 - 第一小学校前 - 緑町 - 浜岡 - 浜岡中学校前 - ）浜岡営業所 - 御前崎市役所前 - マックス・バリュ（ - 御前崎海洋センター 方面）
- 御前崎市・牧之原市自主運行バス相良浜岡線：（御前崎総合病院 - 第一小学校前 - 緑町 - 浜岡 - 浜岡中学校前 - ）浜岡営業所 - 御前崎市役所前 - マックス・バリュ（ - 相良本通 方面）

### 道路
- 国道150号
- 静岡県道37号掛川浜岡線
- 静岡県道239号相良浜岡線
- 静岡県道242号浜岡菊川線
- 静岡県道372号大東相良線

## その他

### 学区
小学校・中学校の学区は以下の通りである。
| 番・番地等 | 小学校               | 中学校               |
| ---------- | -------------------- | -------------------- |
| 全域       | 御前崎市立第一小学校 | 御前崎市立浜岡中学校 |

### 警察
警察の管轄区域は以下の通りである。
| 番・番地等 | 警察署     | 交番・駐在所 |
| ---------- | ---------- | ------------ |
| 全域       | 菊川警察署 | 浜岡交番     |

### WEB
1. ↑  “h02_22.csv”.   総務省 (2022年2月10日). 2025年1月7日閲覧。
2. ↑  “静岡県御前崎市 (22223)｜国勢調査町丁・字等別境界データセット”.   人文学オープンデータ共同利用センター. 2025年1月7日閲覧。
3. ↑  “静岡県 御前崎市 池新田の郵便番号 - 日本郵便”.   日本郵便. 2025年1月7日閲覧。
4. ↑  “市外局番の一覧”.   総務省 (2022年3月1日). 2025年1月7日閲覧。
5. ↑  “事業所案内及び管轄地域（事務所3件、分室3件）”.   一般社団法人静岡県自動車会議所. 2025年1月7日閲覧。
6. ↑  “御前崎市大字小字一覧 - 静岡県オープンデータ”.   静岡県 (2015年6月10日). 2025年1月7日閲覧。
7. ↑  “解説ページ”.   株式会社エア. 2025年1月7日閲覧。
8. ↑  “historyofcities.pdf”.   静岡県総務部合併推進室・財団法人静岡県市町村振興協会. 2025年1月7日閲覧。
9. ↑  “解説ページ”.   株式会社エア. 2025年1月7日閲覧。
10. ↑  “通学区域一覧／御前崎市公式ホームページ”.   御前崎市 (2020年6月2日). 2025年1月7日閲覧。
11. ↑  “交番駐在所一覧表｜静岡県警察”.   静岡県警察 (2023年6月12日). 2025年1月7日閲覧。